# 주카돈

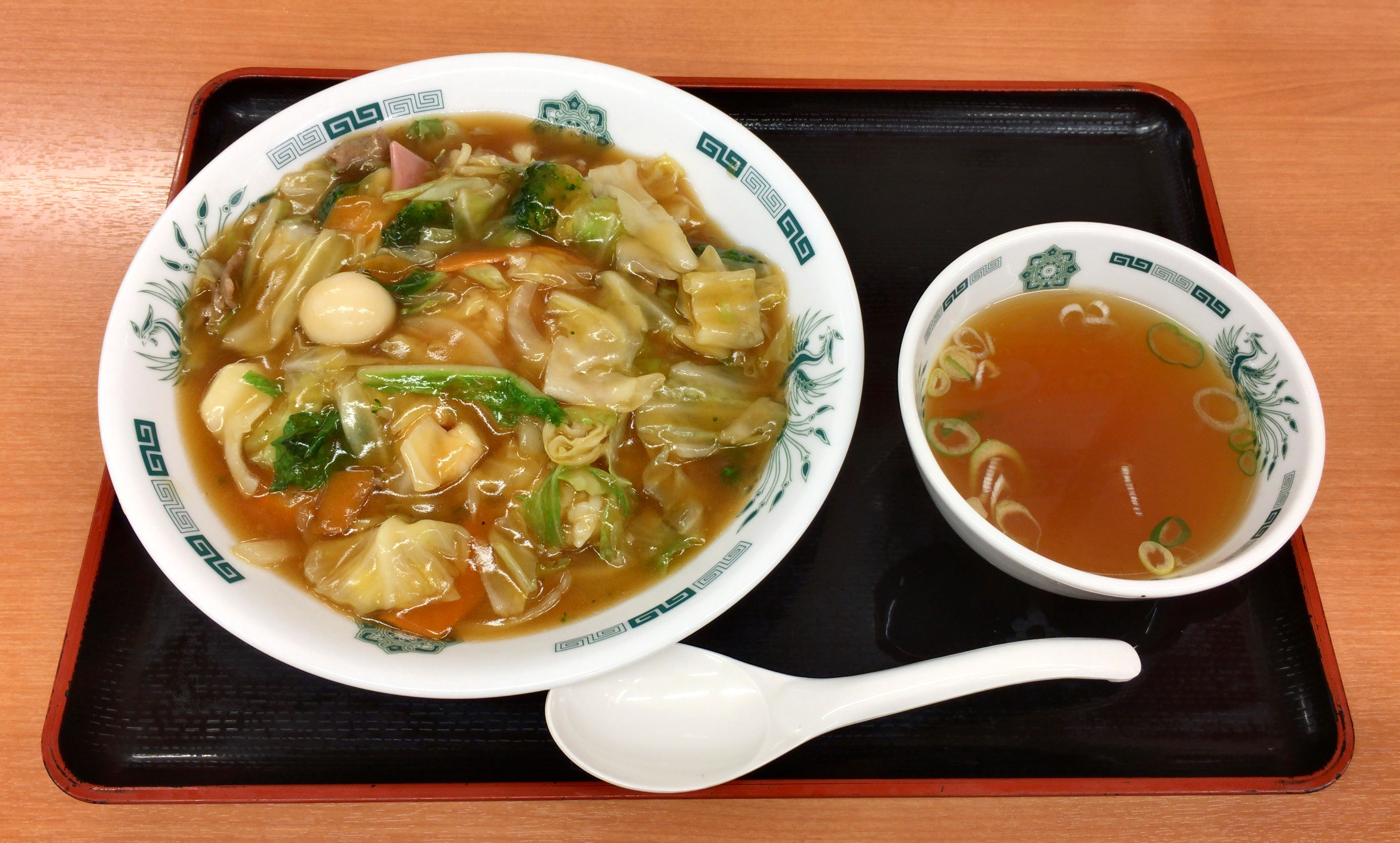
주카돈

주카돈(일본어: 中華丼)은 밥 위에 고기 채소 볶음을 올린 일본의 덮밥 요리이다. 밥 한 그릇에 볶은 야채, 양파, 버섯, 얇게 썬 고기를 얹은 일본 요리이다. 문자 그대로 "중국 밥 그릇"을 의미하며 중국 요리에서 영감을 받았다. 돈부리의 일종이다.